# Jaap Valkhoff
Jaap Valkhoff, né le 16 août 1910 à Rotterdam et mort le 3 juillet 1992 à Schiedam, est un auteur-compositeur-interprète, chanteur, accordéoniste et saxophoniste néerlandais.
Il est connu pour avoir été le propriétaire et artiste emblématique de l'Oase Bar à Rotterdam, pour ses chansons levenslied et pour avoir été l'auteur du tube Hand in hand, kameraden.

## Carrière

### Débuts
Jaap Valkhoff grandit à Crooswijk, un quartier populaire du nord de Rotterdam. Il a 4 frères et sœurs, dont 3 commencent comme lui très tôt à jouer de l'accordéon en raison de la passion de leur père, Arie, pour l'instrument. Il apprend à en jouer à l'âge de 3 ans, fait son premier concert à l'âge de 7 ans, mais doit attendre ses 17 ans avant de commencer à être un musicien professionnel. Ses parents s'y opposant en raison d'une mauvaise image qu'ils ont des musiciens. Il travaille alors dans une boucherie, dans une boutique de vêtement et dans une chocolaterie afin de subvenir à ses besoins.
En 1927, Valkhoff découvre le milieu des boîtes de nuit et apprend à jouer du saxophone ténor en raison de la popularité du jazz à cette époque.
De la fin des années 1920 et dans les années 1930 il forme un trio d'accordéon avec sa sœur Jopie et son frère Arie, baptisé The Three Hawkcourts.
En 1937, il sort un disque d'accordéon sur le label Decca.

### Accordéoniste reconnu et Oase Bar
Il commence à composer et écrire des chansons dans les années 1940.
En 1948, il est sélectionné par la VARA pour faire partie d'un orchestre-radio de quatre accordéonistes qui prend le nom de Accordeola.
Il ouvre avec son frère Arie le Oase Bar à Rotterdam en 1956, qui est un bar de type cabaret. Il y joue tous les soirs et y reçoit un important succès,.
Valkhoff est approché par Johnny Hoes au début des années 1960 pour réaliser une chanson à la gloire du Feyenoord Rotterdam, Valkhoff devant aider à écrire des paroles en tant que supporter de ce club. Ayant aussi réalisé l'arrangement musical ainsi que l'orchestration du morceau, le single, baptisé Hand in hand, kameraden (Geen woorden maar daden) et chanté par Jacky van Dam, sort en 1961 et devient un tube.
En 1966, il quitte le Oase Bar, qu'il laisse à son frère, et ouvre son propre bar-cabaret, le Horlepiep, qui ferme en 1970. Il joue ensuite dans un trio d'accordéon nommé The Three Jacksons.

## Postérité
Plusieurs de ses chansons sont reprises par Joke Bruijs et Gerard Cox en 2016, dans une adaptation sous forme de comédie musicale au théâtre, pour un hommage au Oase Bar et à Jaap Valkhoff,. En 2017, une suite de la première pièce de théâtre est réalisée.
Il meurt dans un accident de voiture le 3 juillet 1992 à Schiedam.